# Poxdorf (Bajorország)
Poxdorf település Németországban, azon belül Bajorországban. Lakosainak száma 1537 fő (2023. december 31.). Poxdorf Forchheim, Pinzberg, Effeltrich és Langensendelbach községekkel határos.

## Népesség
A település népessége az elmúlt években az alábbi módon változott:
| Lakosok száma | 329  | 998  | 1462 | 1282 | 1491 | 1485 | 1530 | 1536 | 1521 | 1537 |
|               | 1875 | 1950 | 1975 | 1987 | 2012 | 2014 | 2016 | 2017 | 2021 | 2023 |